# (9399) Pesch
(9399) Pesch est un astéroïde de la ceinture principale.

## Description
(9399) Pesch est un astéroïde de la ceinture principale. Il fut découvert le 29 septembre 1994 à Kitt Peak par le projet Spacewatch. Il présente une orbite caractérisée par un demi-grand axe de 2,59 UA, une excentricité de 0,16 et une inclinaison de 3,8° par rapport à l'écliptique.

## Compléments